# Cholet Agglomération
Cholet Agglomération (CA) — anciennement agglomération du Choletais — est une communauté d'agglomération française située dans le sud du département de Maine-et-Loire et la région Pays de la Loire, autour de la ville de Cholet.

## Historique
L'Agglomération du Choletais est créée, le 1er janvier 2017, par la fusion de la communauté d'agglomération du Choletais avec la communauté de communes du Bocage ainsi que les communes du périmètre de l'ancienne communauté de communes du Vihiersois-Haut-Layon, telle que l'avait envisagée le schéma départemental de coopération intercommunale de Maine-et-Loire, approuvé le 22 janvier 2016 par la commission départementale de coopération intercommunale.
Le 21 août 2023, l'agglomération annonce changer de nom, de logo et d'identité graphique, devenant "Cholet Agglomération".

## Territoire communautaire

### Géographie
Cette communauté d'agglomération est située dans le sud du Maine-et-Loire.

### Composition

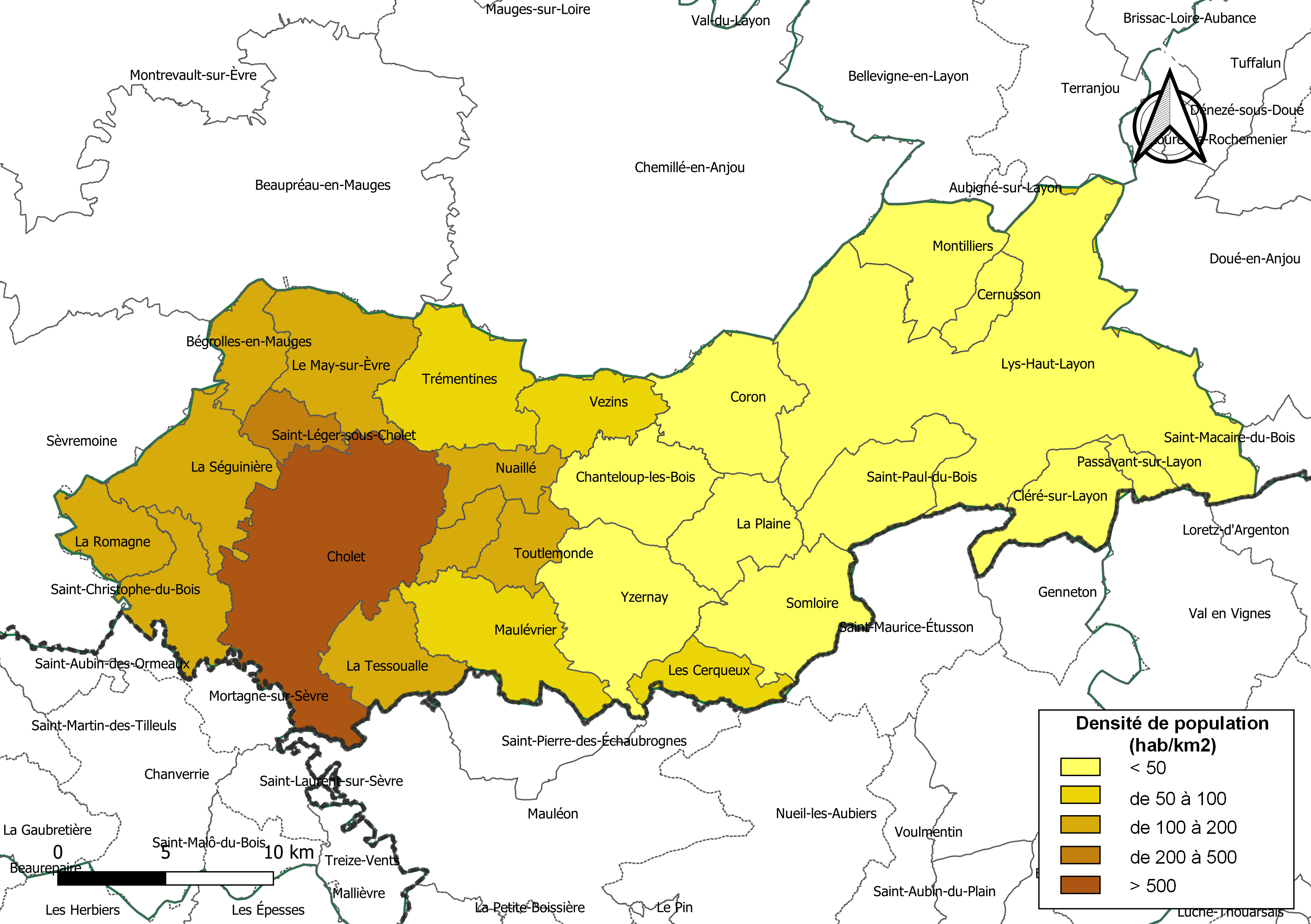
Carte des densités de population (millésimée 2016) des communes de l'intercommunalité Agglomération du Choletais. Composition en communes au 1er janvier 2019.

La communauté d'agglomération est composée des 26 communes suivantes :

| Nom                      | Code Insee | Gentilé         | Superficie (km2) | Population (dernière pop. légale) | Densité (hab./km2) |
| ------------------------ | ---------- | --------------- | ---------------- | --------------------------------- | ------------------ |
| Cholet (siège)           | 49099      | Choletais       | 87,47            | 54 074 (2022)                     | 618                |
| Bégrolles-en-Mauges      | 49027      | Bégrollais      | 14,62            | 2 115 (2022)                      | 145                |
| Cernusson                | 49057      | Cernussonais    | 8,45             | 329 (2022)                        | 39                 |
| Les Cerqueux             | 49058      | Cerquois        | 13,86            | 892 (2022)                        | 64                 |
| Chanteloup-les-Bois      | 49070      | Cantelupiens    | 27,47            | 712 (2022)                        | 26                 |
| Cléré-sur-Layon          | 49102      | Cléréens        | 21,74            | 345 (2022)                        | 16                 |
| Coron                    | 49109      | Coronnais       | 31,49            | 1 575 (2022)                      | 50                 |
| Lys-Haut-Layon           | 49373      |                 | 178,86           | 7 722 (2022)                      | 43                 |
| Maulévrier               | 49192      | Maulévrais      | 33,42            | 3 206 (2022)                      | 96                 |
| Le May-sur-Èvre          | 49193      | Maytais         | 31,62            | 3 878 (2022)                      | 123                |
| Mazières-en-Mauges       | 49195      | Maziérais       | 8,9              | 1 257 (2022)                      | 141                |
| Montilliers              | 49211      | Montéglésiens   | 26,34            | 1 229 (2022)                      | 47                 |
| Nuaillé                  | 49231      | Nuaillais       | 13,23            | 1 454 (2022)                      | 110                |
| Passavant-sur-Layon      | 49236      | Passavantais    | 4,91             | 128 (2022)                        | 26                 |
| La Plaine                | 49240      | Plainais        | 22,16            | 1 016 (2022)                      | 46                 |
| La Romagne               | 49260      | Romagnons       | 15,93            | 2 012 (2022)                      | 126                |
| Saint-Christophe-du-Bois | 49269      | Christophoriens | 21,75            | 2 843 (2022)                      | 131                |
| Saint-Léger-sous-Cholet  | 49299      | Saint-Légeois   | 9,6              | 3 099 (2022)                      | 323                |
| Saint-Paul-du-Bois       | 49310      | Saint Paulais   | 26,58            | 600 (2022)                        | 23                 |
| La Séguinière            | 49332      | Zignérais       | 31,15            | 4 199 (2022)                      | 135                |
| Somloire                 | 49336      | Somloirais      | 31,83            | 875 (2022)                        | 27                 |
| La Tessoualle            | 49343      | Tessouallais    | 21,21            | 3 178 (2022)                      | 150                |
| Toutlemonde              | 49352      | Toutlemondais   | 12,63            | 1 316 (2022)                      | 104                |
| Trémentines              | 49355      | Trémentinais    | 34,06            | 3 078 (2022)                      | 90                 |
| Vezins                   | 49371      | Vezinais        | 18,02            | 1 750 (2022)                      | 97                 |
| Yzernay                  | 49381      | Yzernois        | 40,66            | 1 829 (2022)                      | 45                 |

### Démographie
| 1968   | 1975   | 1982   | 1990   | 1999   | 2010    | 2015    | 2021    |
| ------ | ------ | ------ | ------ | ------ | ------- | ------- | ------- |
| 74 842 | 87 893 | 96 585 | 99 243 | 98 688 | 101 904 | 103 248 | 104 470 |

## Politique et administration

### Siège
Le siège d'Agglomération du Choletais est fixé à Cholet.

### Les élus
À partir des élections municipales de mars 2020, le conseil communautaire d'Agglomération du Choletais se compose de 61 conseillers représentant chacune des communes membres et élus pour une durée de six ans.
Ils sont répartis comme suit :
| Nombre de conseillers | Communes                                      |
| --------------------- | --------------------------------------------- |
| 30                    | Cholet                                        |
| 4                     | Lys-Haut-Layon                                |
| 2                     | Le May-sur-Èvre, La Séguinière, La Tessoualle |
| 1 (+ 1 suppléant)     | les 21 autres communes                        |

### Présidence
| Période                                  | Période  | Identité           | Étiquette   | Qualité                   |
| ---------------------------------------- | -------- | ------------------ | ----------- | ------------------------- |
| 2017                                     | en cours | Gilles Bourdouleix | DVD puis LR | Maire de Cholet (1995 → ) |
| Les données manquantes sont à compléter. |          |                    |             |                           |

### Fonctionnement
Économies d'échelle : pour chaque domaine de compétence, la communauté unifie un ensemble de moyens de gestion et de développement (en personnel et moyens financiers).
Objectifs : renforcer la solidarité intercommunale, faciliter le développement et l'expansion de son territoire, permettre l'optimisation des ressources des communes, encourager l'émergence de nouveaux projets, positionner et promouvoir le bassin choletais en affirmant une réelle ambition d'extension.
Financement : outre une dotation globale de fonctionnement versée par l’État, la communauté d'agglomération perçoit une taxe professionnelle unique sur l'ensemble de son territoire.
Processus de décision : le conseil communautaire, organe décisionnel de la communauté d'agglomération, se compose de 63 délégués élus, représentant les 26 communes membres.

### Compétences
Développement économique : création, aménagement, entretien et gestion des zones d'activités industrielles, tertiaires, commerciales.
Aménagement de l'espace, transports : zones d'aménagement concerté, schéma directeur, participation aux transports urbains (Choletbus) et scolaires.
Équilibre social de l'habitat : programme local de l'habitat, actions en faveur des personnes défavorisées, amélioration du parc immobilier sur le territoire.
Politique de la ville : développement urbain, insertion économique et sociale, prévention de la délinquance.
Voirie d'intérêt communautaire : aménagement et entretien des voies communales d'intérêt communautaire.
Assainissement : collecte, transport, épuration des eaux usées, élimination des boues de toute l'agglomération.
Environnement, gestion des déchets : lutte contre les nuisances (bruit, pollution de l'air), collecte et traitement des ordures ménagères.

### Jumelages et partenariats
Agglomération du Choletais n'est jumelée avec aucune commune, au sens des contrats de jumelages, seule la ville de Cholet a signé plusieurs contrats de coopération dans le cadre de la coopération décentralisée.

## Logos

Ancien logo d'agglomération hérité de la CAC.
Logo de mai 2017 à septembre 2023.
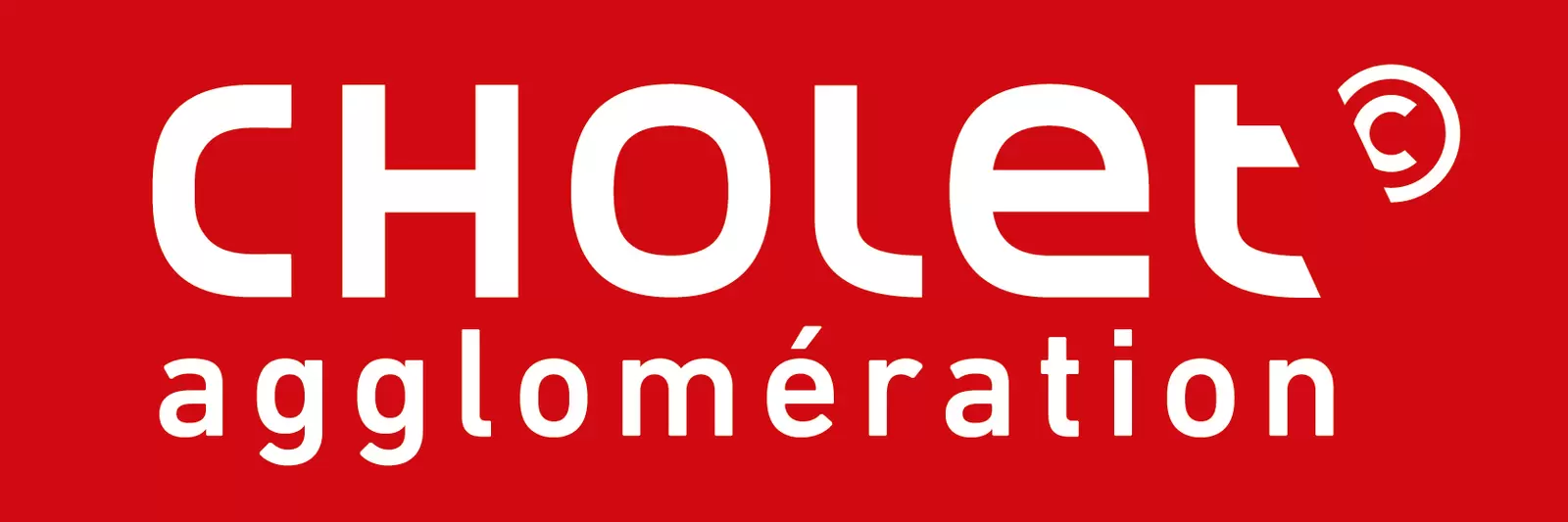
Logo depuis septembre 2023.